# Božena Steinerová
Božena Steinerová je česká klavíristka a hudební pedagožka.

## Život
Narodila se v Českém Těšíně jako dítě sedmihradské klavíristky a českého právníka a zároveň houslisty. V roce 1966 byla přijata na hudební fakultu AMU v Praze, k proslulé klavíristce a pedagožce Iloně Štěpánové–Kurzové.
Iloně Štěpánové–Kurzové nestačila vyrovnaná technika, dokonale technicky připravený tón klavíru, pokud se k němu nepojilo vnitřní zaujetí interpreta. V tomto duchu s velkým nasazením připravovala vybrané talenty, kterými byli kromě Boženy Steinerové např. Zdeněk Hnát, Ilja Hurník, Martina Maixnerová, Ivan Moravec, Mirka Pokorná, Josef Špaček, Martin Vojtíšek…
Po tomto prvotřídním školení přišla umělecká aspirantura Boženy Steinerové na moskevské konzervatoři P.I. Čajkovského u prof. Rudolfa Kerera v letech 1971 – 1973. Následovaly první ceny v mezinárodních soutěžích F. Chopina v Mariánských Lázních a v Beethovenově Hradci u Opavy, intenzivním studium dalšího repertoáru a jeho interpretační zdokonalování a prohlubování. Absolvovala mistrovské kurzy prof. P. Kadosy v Budapešti a školu u prof. P. Badury – Skody a prof. Alfreda Brendela ve Vídni. Takto vyzbrojena se vydala na cestu samostatné klavírní umělkyně.

### Pedagogická činnost
Po působení na pražské konzervatoři následovala pedagogická fakulta University Karlovy v Praze (1981 – 1985), kde byla jmenována docentkou.

### Emigrace
V roce 1985 Božena Steinerová emigrovala do Německa. Tam intenzivně prohlubuje svoje interpretační umění na četných koncertech a nahráváním především pro německý a japonský rozhlas. Zároveň pedagogicky působí na Universitě v Regensburgu. Její žáci vítězí v prestižních soutěžích (např. „Jugend musiziert“).

## Koncerty a nahrávky
Od roku 1975 intenzivně koncertuje v Londýně, Paříži, Berlíně, Mnichově, Kolíně nad Rýnem, Bambergu, Moskvě, Singapuru, Tokiu a jinde. Řada jejích interpretací je nahrána na CD – z klasického repertoáru mj. Lisztova sonáta h-moll, klavírní koncert a Mefistův valčík či Čajkovského klavírního koncertu b-moll. Svým interpretačním uměním dává život novým skladbám soudobé vážné hudby, především české, např. provedla a nahrála klavírní koncert a sonátu Jindřicha Felda a Monolity Jiřího Pauera. Jejími partnery při nahrávkách jsou významní dirigenti (mj. J. Bělohlávek, E. Gracis, O. Trhlík) a hudební tělesa (např. Česká filharmonie, Pražští symfonikové, Symfonický orchestr Čs. rozhlasu, Sächsische Staatskapelle Dresden).
V roce 1994 se Božena Steinerová vrátila do vlasti. Navázala na svou dřívější koncertní a pedagogickou činnost. Opět nahrává – klavírní skladby W. A. Mozarta a F. Schuberta, v roce 1997 vynikajícím způsobem podala Klavírní koncert Petra Ebena v nahrávce se Symfonickým orchestrem Českého rozhlasu s dirigentem O. Kukalem. Během celé kariéry spolupůsobí jako zkušený a citlivý partner v komorní hře. V roce 1997 např. nahrála Elgarův Klavírní kvintet pro Bayerischer Rundfunk společně s Kocianovým kvartetem.
V posledních letech koncertovala a pořádala mistrovské kursy v USA, kde vydala také desku s klavírním koncertem Jindřicha Felda dedikovaným klavíristce, na Novém Zélandu, v Itálii. Na tchajwanské universitě působila jako hostující profesorka a také v sále Filharmonie v Tchaj-pej premiérovala koncert Petra Ebena.